# 자메이카꽃박쥐속
자메이카꽃박쥐속(Phyllonycteris)은 주걱박쥐과에 속하는 박쥐 속의 하나이다. 꽃박쥐아과 또는 긴혀박쥐아과로 분류하며, 현존하는 2종으로 이루어져 있다.

## 특징
작은 박쥐로 몸길이는 63~83mm, 전완장은 43~50mm이다. 꼬리 길이는 7~12mm이고 몸무게는 최대 21.1g이다.

## 분포
카리브해에 널리 분포한다.

## 하위 종
- 자메이카꽃박쥐 (Phyllonycteris aphylla)
- † 푸에르토리코꽃박쥐 (Phyllonycteris major)
- 쿠바꽃박쥐 (Phyllonycteris  poeyi)